# Ароматне (Білогірський район)
Арома́тне (до 1948 року — Розенталь, також Шаба́н-Оба́; крим. Şaban Oba) — село в Україні, у Білогірському районі Автономної Республіки Крим. Центр Ароматнівської сільської ради.
Населення — 1711 чоловік за результатами перепису 2001 року.

## Географія

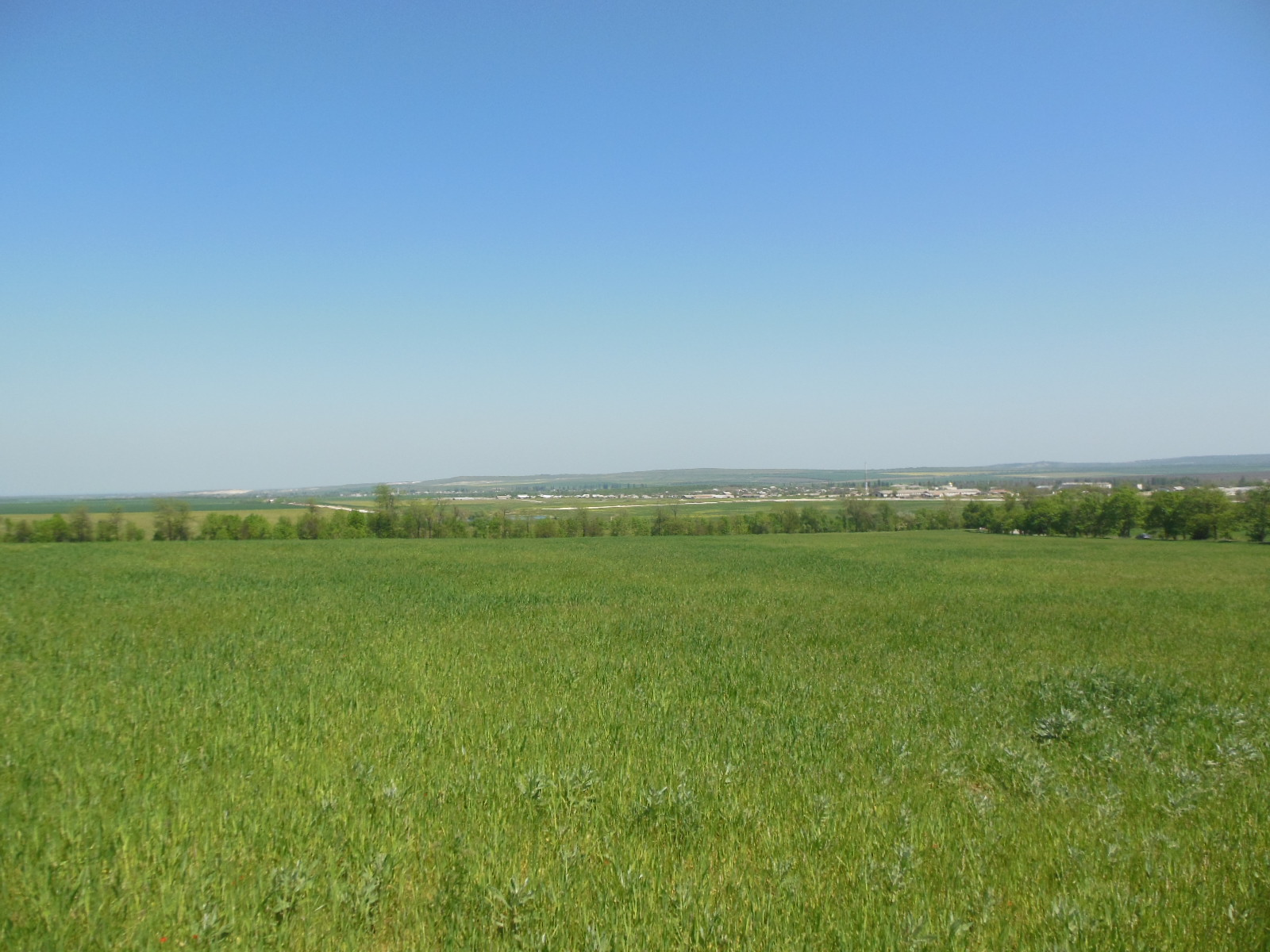
Село Ароматне, 2013 рік

Село Ароматне знаходиться в західній частині району. Розташоване в північному передгір'ї Внутрішнього пасма Кримських гір, у долині Бурульча — в середній течії, на лівому березі річки. Висота над рівнем моря — 318 м. Сусідні села: Кримська Роза за 1,5 км і Цвіточне за 2 км на північ. Відстань до райцентру — близько 21 кілометрів, найближча залізнична станція — Сімферополь, близько 30 км.

## Історія
Німецьке католицьке село, засноване 56 сім'ями колоністів з Вюртемберга і Бадена в 1805 році на 1381 десятинах отриманої від уряду землі. У 1823 році створено власний прихід, в 1869 році збудована церква. Спочатку існувало в рамках Нейзацького колоністського округу.
У 1817 році на карти не потрапило, на карті 1842 року позначена німецька колонія Розенталь з 54 дворами. В 1860-х роках, після земської реформи Олександра II, поселення приписали до Зуйської волості.
В «Списку населених місць Таврійської губернії за відомостями 1864 року», складеному за результатами VIII ревізії 1864 року, Розенталь (або Шабан-Оба) — німецька колонія з 61 двором, 345 жителями, католицькою церквою і сільським училищем при річці Бурульча .
Після земської реформи 1890-х років Нейзацька волость була скасована і село приписали до Зуйської. Перепис 1897 року зафіксувала в селі 576 жителів, з них 526 католиків, тобто, німців.
За Радянської влади, у результаті адміністративних реформ початку 1920-х років, до 1922 року була скасована волосна система і, згідно Списку населених пунктів Кримської АРСР за Всесоюзним переписим 17 грудня 1926 року Розенталь (він же Шабан-Оба), з населенням 763 особи, з яких німців було 732, входив до складу скасованої до 1940 року Зуйської сільради Симферопольского (з 1937 року — у складі Зуйського району).
Незабаром після початку німецько-радянської війни, 18 серпня 1941 року кримські німці були виселені, спочатку в Ставропольський край, а потім в Сибір і північний Казахстан. А вже 12 серпня 1944 було прийнято постанову № ГОКО-6372с «Про переселення колгоспників в райони Криму», за яким в район з Курської і Тамбовської областей РРФСР в район пререселялись 8100 сімей колгоспників. Указом Президії Верховної Ради РРФСР від 18 травня 1948 року, Розенталь перейменували в Ароматне. Після ліквідації в 1959 році Зуйського району, село включили до складу Білогірського.

## Населення

### Мова
Розподіл населення за рідною мовою за даними перепису 2001 року:
| Мова              | Кількість | Відсоток |
| ----------------- | --------- | -------- |
| російська         | 1229      | 71.83 %  |
| кримськотатарська | 294       | 17.18 %  |
| українська        | 175       | 10.23 %  |
| білоруська        | 3         | 0.18 %   |
| грецька           | 3         | 0.18 %   |
| румунська         | 1         | 0.06 %   |
| гагаузька         | 1         | 0.06 %   |
| інші/не вказали   | 5         | 0.28 %   |
| Усього            | 1711      | 100 %    |

## Археологія
Поблизу Курортного досліджено 2 стоянки раннього палеоліту, в одній з них (грот Киїк-Коба) вперше в СРСР виявлено поховання неандертальця і скелет немовляти, в урочищі Курак знайдено неолітичне поселення. Біля
Ароматного відомі поселення і курганний могильник доби бронзи, а неподалік Красногірського і Курортного — таврські поселення і З могильники, могильник і сховище скіфів перших століть нашої ери.

## Сьогодення
У селі діє середня школа, пошта, церква святого преподобного Антонія Печерського, дитсадок «Альонушка», бібліотека, будинок культури, амбулаторія.

## Уродженці
- Євгеній Яшний — український військовий, загинув 13 травня 2022 року під час виконання бойового завдання в районі міста Мар’їнка на Донеччині.[13]